# Namissiguima (département du Yatenga)
Pour les articles homonymes, voir Namissiguima.
Namissiguima est un département et une commune rurale de la province du Yatenga et la région du Nord au Burkina Faso.

## Géographie

### Démographie
- En 2006, le département comptait 34 904 habitants[1].

## Administration

### Villages
Le département et la commune rurale de Namissiguima est administrativement composé de vingt-sept villages, dont le village chef-lieu homonyme (populations actualisées en 2012 issues du recensement général de 2006) :
- Ansolma (535 habitants)
- Bagayalgo (766 habitants)
- Barelgo (1 537 habitants)
- Basnéré (395 habitants)
- Birdininga (79 habitants)
- Boulounga (850 habitants)
- Bouna-Peulh (61 habitants)
- Dombré (1 340 habitants)
- Faougodo (947 habitants)
- Goulagou (544 habitants)
- Goumba (460 habitants)
- Kongninkin (83 habitants)
- Kononga (2 652 habitants)
- Kononga-Peulh (239 habitants)
- Konvougoudou (119 habitants)
- Koswindé (234 habitants)
- Koumbané (2 711 habitants)
- Longa (492 habitants)
- Mogombouli (3 139 habitants)
- Namissiguima (7 930 habitants)
- Ninguiwindé (214 habitants)
- Nogo (1 091 habitants)
- Nongossom (270 habitants)
- Rapougouma (1 672 habitants)
- Solgom (1 143 habitants)
- Tougou (4 666 habitants)
- Wagaye (735 habitants)